# Electro-Harmonix

Electro-Harmonix es una compañía fabricante de procesadores electrónicos de audio, conocida principalmente por la elaboración de pedales de efectos para guitarra eléctrica. Fue fundada en 1968 por Mike Matthews en la ciudad de Nueva York, Estados Unidos de América. Además de pedales de efectos producen bulbos, bocinas, micrófonos, equipo profesional de audio y accesorios musicales. La marca fabrica tanto en la ciudad de Nueva York como en San Petersburgo. 
Los pedales Electro-Harmonix han sido usados por una gran número de guitarristas famosos, entre los cuales destacan Jonny Greenwood (Radiohead), Carlos Santana, David Gilmour (Pink Floyd), Kurt Cobain (Nirvana), Jack White (The White Stripes), Alex Turner (Arctic Monkeys) entre muchos otros.

## Pedales de efectos

### Distorsión, fuzz y overdrive
- Big Muff Pi
- Big Muff Pi (edición rusa)
- Big Muff Pi with tone wicker
- Double Muff
- East River Overdrive
- Germanium OD
- Germanium 4 Big Muff Pi
- Graphic Fuzz
- Hot Tubes Overdrive
- Little Big Muff Pi
- Metal Muff
- Micro Metal Muff
- Muff Overdrive
- Pocket Metal Muff
- Muffin British Overdrive
- Bass Big Muff
- Bass Big Muff Deluxe
- Crayon
- Glove
- Lumberjack
- Hot wax
- Soul food

### Delay y loopers
- #1 Echo
- 2880 Super multitrack looper
- Deluxe Memory Man
- Stereo Memory Man with Hazarai
- Memory Boy
- Deluxe Memory Boy
- Memory Toy
- Canyon
- Nano Looper

### Reverb
- Holy Grail
- Holy Grail Plus
- Holier Grail
- Holiest Grail
- Cathedral

### Modulación (Chorus, phase shifters, flanger, trémolo, vibrato)
- Deluxe Electric Mistress
- Flanger Hoax
- Small Clone
- Nano Clone
- Small Stone
- Small Stone Nano
- Stereo Electric Mistress
- Stereo Polychorus
- Stereo Polyphase
- Stereo Pulsar
- The Clone Theory
- Worm
- Good Vibes

### Envelope filters
- Doctor Q
- Micro Q-Tron
- Q-Tron
- Q-Tron Plus
- Riddle Q balls
- Enigma Bass Balls

### Octavadores y sintetizadores
- Frecuency Analyzer
- HOG (Harmonic Octave Generator)
- Micro POG
- Micro Synth
- Octave Multiplexer
- POG (Polyphonic Octave Generator)
- POG 2

### Preamplificación y ecualización
- Knockout
- LPB-1
- Signal Pad
- Mole - bass booster
- Screaming bird - treble booster

### Compresión y sustain
- Soul Preacher
- White Finger

### Pedales de bulbos
- 12AY7 Mic Pre
- Black Finger
- English Muff'n
- Hot Tubes
- LPB-2ube
- Tube EQ
- Tube Zipper
- Wiggler

### Pedales para bajo
- Bass Big Muff Pi
- Bass Blogger
- Bass Metaphors
- Bass Micro Synth
- Bassballs
- Steel Leather
- Enigma
- The Mole
- Battalion
- Bass Clone

### Otros pedales
- Holy Stain (Multiefectos)
- 22 caliber (Amplificador)
- Hum Debugger (Supresor de ruidos)
- Switch Blade (Selector de canal)
- Voice Box (Modulador de voz)
- 2880 Foot controller
- HOG foot controller